# Embolostoma
Embolostoma là một chi bướm đêm thuộc phân họ Olethreutinae trong họ Tortricidae.

## Các loài
- Embolostoma plutostola Diakonoff, 1977